# .bl
.bl — національний домен верхнього рівня для
Сен-Бартелемі — група островів на Карибах.
Домен призначено 21 вересня 2007 у зв'язку зі зміною політичного статусу Сен-Бартелемі. Зараз має статус заморської території Франції,